# Pseudischnaspis bowreyi
Pseudischnaspis bowreyi är en insektsart som först beskrevs av Cockerell 1893.  Pseudischnaspis bowreyi ingår i släktet Pseudischnaspis och familjen pansarsköldlöss. Inga underarter finns listade i Catalogue of Life.